# La Chaume
La Chaume település Franciaországban, Côte-d’Or megyében. Lakosainak száma 97 fő (2022. január 1.). La Chaume Boudreville, Veuxhaulles-sur-Aube, Voulaines-les-Templiers, Les Goulles, Lignerolles, Louesme, Lucey, Dancevoir és Leuglay községekkel határos.

## Népesség
A település népességének változása:
| Lakosok száma | 135  | 132  | 135  | 128  | 111  | 105  | 102  | 99   | 98   | 97   |
|               | 1968 | 1982 | 1990 | 2006 | 2013 | 2015 | 2017 | 2019 | 2020 | 2022 |